# Andrzej Wyganowski
Andrzej Wyganowski (ur. 6 października 1951 w Międzyzdrojach) – polski samorządowiec, od 2002 do 2014 roku wójt gminy, a od 2014 (po uzyskaniu praw miejskich) burmistrz miasta Stepnicy.

## Życiorys
Jest synem Jerzego i Wacławy. W 1957 roku rozpoczął naukę we wsi Krzecko. Jesienią 1958 roku wraz z rodziną przeprowadził się do Stepnicy, uczęszczał tam do szkoły podstawowej. Ukończył studia w zakresie prawa, administracji i nauk politycznych. Od 1972 do 1973 pracował w Technikum Łączności w Szczecinie, jako nauczyciel. Następnie do 15 maja 1991 roku pełnił służbę w Wojskach Ochrony Pogranicza jako żołnierz zawodowy. Pracował w Straży Granicznej na przejściu w Kołbaskowie. Był współorganizatorem Pomorskiego Oddziału Straży Granicznej w Szczecinie, w którym od 16 maja 1991 roku pracował na stanowisku Naczelnika Wydziału Kontroli Ruchu Granicznego i Zastępcy Komendanta Oddziału. Od czerwca 2002 roku pełnił funkcję Komendanta tego oddziału. Ze służby odszedł na własną prośbę w październiku tego samego roku w stopniu pułkownika.

### Kariera samorządowa
W wyborach samorządowych w 2002 roku kandydował na urząd wójta Stepnicy w ramach komitetu Nasza Gmina Stepnica. Mandat uzyskał w drugiej turze. 19 listopada 2002 roku objął urząd wójta. Dołączył do Partii Demokratycznej. W wyborach samorządowych w 2006 roku uzyskał reelekcję w pierwszej turze z wynikiem 71,78% głosów. Przed następnymi wyborami dołączył do Platformy Obywatelskiej. W 2008 roku wystawił Urzędowi Morskiemu decyzję obciążającą go zaległym podatkiem wraz z odsetkami na kwotę rzędu 80 mln zł, rok później Samorządowe Kolegium Odwoławcze utrzymało jego decyzję w mocy. 11 lutego 2010 roku został skarbnikiem Lokalnej Grupy Działania Zalew Szczeciński. W tym samym roku ponownie uzyskał mandat wójta, z wynikiem 82,82% głosów. Gdy w styczniu 2014 roku Stepnica uzyskała prawa miejskie został mianowany burmistrzem Miasta i Gminy Stepnica. W wyborach samorządowych w tym samym roku ponownie uzyskał reelekcję w I turze z wynikiem 78,48%. W 2018 roku został po raz kolejny wybrany burmistrzem z wynikiem 77,35% głosów. W marcu 2019 roku został członkiem zarządu Celowego Związku Gmin R-XXI odpowiadającego za przetwarzanie odpadów komunalnych.

## Wyróżnienia i odznaczenia
- Srebrny Krzyż Zasługi[3]
- Złoty Krzyż Zasługi[3]